# Gorkil de Aardmannen-koning
Gorkil de Aardmannen-koning (Engels: Gorkil the Goblins-king) is een personage uit het spel The Lord of the Rings: The Battle for Middle-earth II.
Gorkil en Drogoth zijn de enige personages in dit spel die niet in het oorspronkelijke boek voorkwamen en dus niet door Tolkien zijn verzonnen. Gorkil werkt voor Sauron en is koning van de Aardmannen (Engels: Goblins) in het Noorden van Midden-aarde.

## Personage
De gemeenschap der Aardmannen wordt gekenmerkt door anarchie en geweld, en eventuele heersers worden er doorgaans snel weer aan de kant gezet en in veel gevallen gedood. Gorkil blijkt echter een sterke machtsbasis te bezitten, en houdt zijn positie als koning relatief lang vast. Hij verwierf aanvankelijk macht in Moria, en werd na de strijd om de Ene Ring de absoluut heerser over de Aardmannen in het Noorden.
Gorkil sluit een bondgenootschap met de spinnen van het Demsterwold, de spin Shelob en bracht ook een wankel bondgenootschap met Drogoth tot stand. Hij onderwerpt verschillende groepen aan zijn macht, waaronder Halftrollen, Spinnen, Grottrollen, natuurlijk de Aardmannen zelf en de Bergreuzen (die ook werden genoemd in De Hobbit)
Zijn rijdier in de strijd is een reusachtige, giftige schorpioen. Hij hanteert een kromzwaard en gebruikt een speciale totempaal in de vorm van een scepter met 3 schedels.

## De Reuzenheide
Nadat de Elfen van Rivendel en Lorien onder leiding van Glorfindel, Glóin en Haldir de Hoge Pas hebben veroverd, volgt de strijd om de Reuzenheide, waar Gorkils fort gevestigd is. Dit was het oude fort van de Tovenaar-koning.
De Huorns in de buurt van het fort van Gorkil werken in die strijd samen om Gorkil te verslaan. Het fort wordt dan ook veroverd en Gorkil vlucht.

## De Grijze Havens
Vervolgens komt Gorkil voor tijdens de invasie van Mithlond, de Grijze Havens. Onder leiding van Gorkil vallen de Aardmannen en de Kapers van Umbar Mithlond aan. Na de overwinning in die confrontatie zint Gorkil op wraak tegen de Hobbits uit de Gouw.